# Honnur, Davanagere
Honnur là một làng thuộc tehsil Davanagere, huyện Davanagere, bang Karnataka, Ấn Độ.